# آن ويزيمسكي
آن ويزيمسكي (بالفرنسية: Anne Wiazemsky)‏ هي روائية وكاتِبة وكاتبة سيناريو ومخرجة وممثلة فرنسية، ولدت في 14 مايو 1947 ببرلين في ألمانيا، وتوفيت في 5 أكتوبر 2017 بباريس في فرنسا بسبب سرطان الثدي. بدأت مشوارها المهني سنة 1966، ومن الجوائز التي نالتها الجائزة الكبرى للرواية من الأكادمية الفرنسية سنة 1998 وPrix Goncourt des Lycéens ‏ سنة 1993.

## جوائز
- الجائزة الكبرى للرواية من الأكادمية الفرنسية (1998)
- Prix Goncourt des Lycéens [الإنجليزية]‏ (1993)

## وصلات خارجية
- آن ويزيمسكي على موقع IMDb (الإنجليزية)
- آن ويزيمسكي على موقع ألو سيني (الفرنسية)
- آن ويزيمسكي على موقع أول موفي (الإنجليزية)
- آن ويزيمسكي على موقع قاعدة بيانات الأفلام السويدية (السويدية)
- آن ويزيمسكي على موقع ديسكوغز (الإنجليزية)
- آن ويزيمسكي على موقع قاعدة بيانات الفيلم (الإنجليزية)
- آن ويزيمسكي على موقع كينوبويسك (الروسية)